# 続論疏部 (大正蔵)
続論疏部（ぞくろんしょぶ）とは、大正新脩大蔵経において、日本における仏教の論書に関する註釈書をまとめた領域のこと。
第27番目の部であり、収録されている典籍ナンバーは2249から2295まで。巻数では第63巻から第70巻（前半）にかけてに相当する。

## 構成

### 巻別
- 続論疏部 （一） 第63巻 - No.2249-2250
- 続論疏部 （二） 第64巻 - No.2251-2254
- 続論疏部 （三） 第65巻 - No.2255-2262
- 続論疏部 （四） 第66巻 - No.2263-2265
- 続論疏部 （五） 第67巻 - No.2266
- 続論疏部 （六） 第68巻 - No.2267-2271
- 続論疏部 （七） 第69巻 - No.2272-2290
- 続論疏部 （八） 第70巻 - No.2291-2295

### 詳細
続論疏部 （一） 第63巻 - No.2249-2250
- 2249.『倶舎論本義抄』
- 2250.『阿毘達磨倶舎論指要鈔』

続論疏部 （二） 第64巻 - No.2251-2254
- 2251.『阿毘達磨倶舎論法義』
- 2252.『阿毘達磨倶舎論稽古』
- 2253.『倶舎論頌疏正文』
- 2254.『倶舎論頌疏抄』

続論疏部 （三） 第65巻 - No.2255-2262
- 2255.『中論疏記』
- 2256.『中観論二十七品別釈』
- 2257.『十二門論疏聞思記』
- 2258.『掌珍量噵』
- 2259.『瑜伽論問答』
- 2260.『成唯識論述記序釈』
- 2261.『唯識義燈増明記』
- 2262.『成唯識論本文抄』

続論疏部 （四） 第66巻 - No.2263-2265
- 2263.『唯識論同学鈔』
- 2264.『唯識論聞書』
- 2265.『唯識訓論日記』

続論疏部 （五） 第67巻 - No.2266
- 2266.『成唯識論述記集成編』

続論疏部 （六） 第68巻 - No.2267-2271
- 2267.『成唯識論略疏』
- 2268.『注三十頌』
- 2269.『摂大乗論釈略疏』
- 2270.『因明論疏明燈抄』
- 2271.『因明大疏抄』

続論疏部 （七） 第69巻 - No.2272-2290
- 2272.『因明入正理論疏智解融貫鈔』
- 2273.『因明大疏噵』
- 2274.『因明大疏裏書』
- 2275.『四種相違私記』
- 2276.『因明論疏四相違略註釈』
- 2277.『四種相違略私記』
- 2278.『四種相違断略記』
- 2279.『因明纂要略記』
- 2280.『因明疏四種相違抄』
- 2281.『明本抄』
- 2282.『明要抄』
- 2283.『起信論抄出』
- 2284.『釈論指事』
- 2285.『釈摩訶衍論指事』
- 2286.『釈摩訶衍論決疑破難会釈抄』
- 2287.『釈論立義分釈』
- 2288.『釈摩訶衍論応教鈔』
- 2289.『釈摩訶衍論私記』
- 2290.『釈論勘注』

続論疏部 （八） 第70巻 - No.2291-2295
- 2291.『金剛頂瑜伽中発阿耨多羅三藐三菩提心論秘釈』
- 2292.『金剛頂発菩提心論私抄』
- 2293.『金剛頂宗菩提心論口決』
- 2294.『菩提心論見聞』
- 2295.『菩提心論異本・菩提心論愚疑』